# Cumulène
Un cumulène est un composé organique avec trois ou plus doubles liaisons consécutives (cumulatives), par exemple le butatriène, H2C=C=C=CH2 qui, comme étant le plus petit des cumulènes, est aussi appelé lui-même cumulène. Contrairement aux alcanes et à la plupart des alcènes, les cumulènes ont tendance à être rigides ce qui les rend intéressants comme fil conducteur moléculaire en nanotechnologie. Les polyynes sont une autre sorte de chaînes carbonées rigides. Les cumulènes sont trouvés naturellement dans les régions de l'espace où l'hydrogène est rare - voir astrochimie -.

Des exemples d'allènes et de cumulènes simples. De gauche à droite: propadiène (allène), butatriène (cumulène), buta-1,2-diène, penta-2,3-diène (les deux groupes méthyles sont dans deux plans perpendiculaires ce qui fait que cette molécule est chirale.

Les cumulènes inorganiques incluent le suboxyde de carbone et d'autres dioxydes de carbone linéaires ainsi que des monooxydes de carbone linéaires. Une famille importante de cumulènes organiques est celle des cétènes qui ont un caractère intermédiaire entre celui du CO2 et celui de l'allène.

## Structure
La rigidité des cumulènes provient du fait que les atomes de carbone internes portent deux doubles liaisons. Leur hybridation sp fait que les systèmes π de leurs deux doubles liaisons sont décalés de 90°. Conséquemment, les cumulènes avec, premièrement, un nombre pair de doubles liaisons et, deuxièmement, avec deux substituants différents sur chacun des deux carbones terminaux, sont chiraux i.e. possèdent une chiralité axiale qui n'implique pas la présence d'un stéréocentre classique. Par exemple, le penta-2,3-diène et l'hexa-1,3,4-triène sont chiraux. D'autre part, les cumulènes avec un nombre impair de doubles liaisons dans leur système π cumulatif présentent, avec des substituants adéquats, une isomérie Z-E (cis-trans).

## Réactivité
Les réactions du cumulène (butatriène) sont celles de doubles liaisons isolées. Bien que cette molécule possède trois liaisons π très proches, elles réagissent en substance comme des doubles liaisons isolées ce qui est dû à ce qu'elles sont issues, chacune par rapport à sa ou ses voisines, d'orbitales atomiques p orthogonales i.e. non hybridées. Ainsi, les orbitales moléculaires de ces liaisons π sont perpendiculaires de proche en proche et les unes par rapport aux autres et se comportent donc en substance comme des liaisons isolées.

## Ligand cumulène
Le premier exemple publié de complexe organométallique contenant un ligand vinylidène a été
Ph2C2Fe2(CO)8, dérivé de la réaction du diphénylcétène et du
Fe(CO)5. Structurellement, cette molécule ressemble au
Fe2(CO)9 dans lequel un ligand μ-CO est remplacé par le 1,1-diphénylvinylidène, Ph2C2. Le premier complexe vinylidène monométallique est (C5H5)Mo(P(C6H5)3)(CO)2[C=C(CN)2]Cl.